# Rollkur

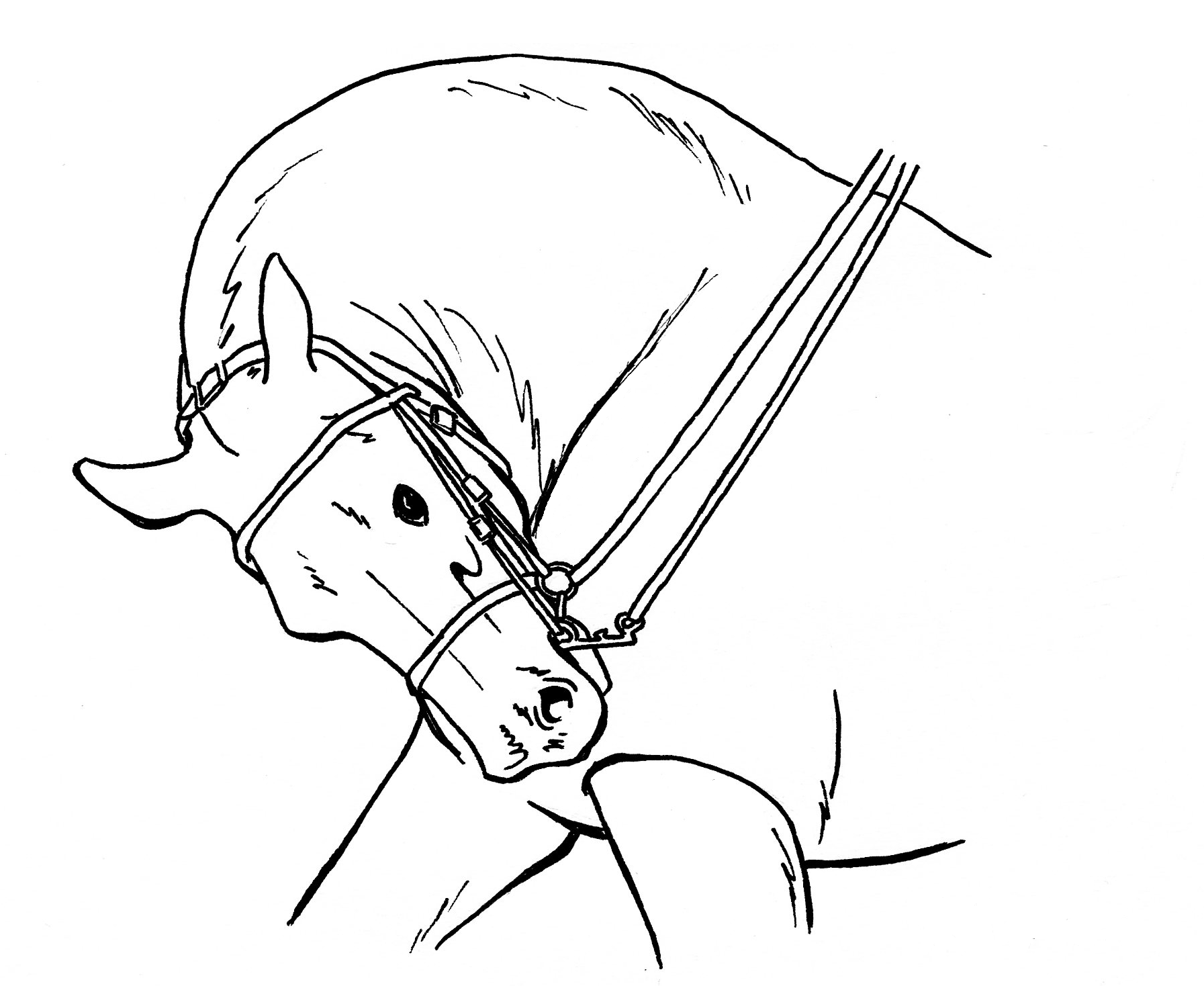
Dessin de la position du cheval pendant le rollkur.

Hyperflexion de l'encolure
Vous lisez un « article de qualité » labellisé en 2015.
Le rollkur ou Roll Kur , officiellement hyperflexion de l'encolure, est une technique controversée de dressage équestre, définie par la fédération équestre internationale (FEI) comme étant la flexion de l'encolure du cheval obtenue par la force. Il consiste à faire travailler l'animal avec l'encolure enroulée et le menton proche du poitrail. Connu dès les années 1970 en saut d'obstacles, le rollkur est médiatisé avec les succès de chevaux de compétition dressés suivant cette méthode, en particulier ceux des Néerlandais comme Totilas, et les montures d'Anky van Grunsven. Réputé pour augmenter l'expressivité et l'engagement des chevaux de compétition, il place aussi ces animaux dans une situation inconfortable. 
Le rollkur fait l'objet d'un conflit entre les instances équestres néerlandaises et allemandes dès 2005. Il crée de vifs débats dans la communauté équitante les années suivantes, notamment avec la circulation de vidéos témoignant de possibles maltraitances. Il est officiellement banni par la FEI en février 2010. Seule la position « bas et rond » (dite « LDR » pour Low, Deep and Round) obtenue sans usage de force reste autorisée. Cette technique est employée par la majorité des cavaliers de dressage de haut niveau, cependant la distinction entre rollkur et LDR n'est pas évidente.
L'opposition au rollkur provient autant du grand public que de vétérinaires ou d'écuyers. Elle a surtout pour base les douleurs que peut ressentir le cheval soumis à cette technique. Si ces opposants estiment qu'il constitue un acte de maltraitance animale, d'autres personnes, en particulier des professionnels du dressage et certains vétérinaires, réfutent toute maltraitance dès lors que le rollkur est demandé sans usage de force et par un cavalier expérimenté.

## Terminologie

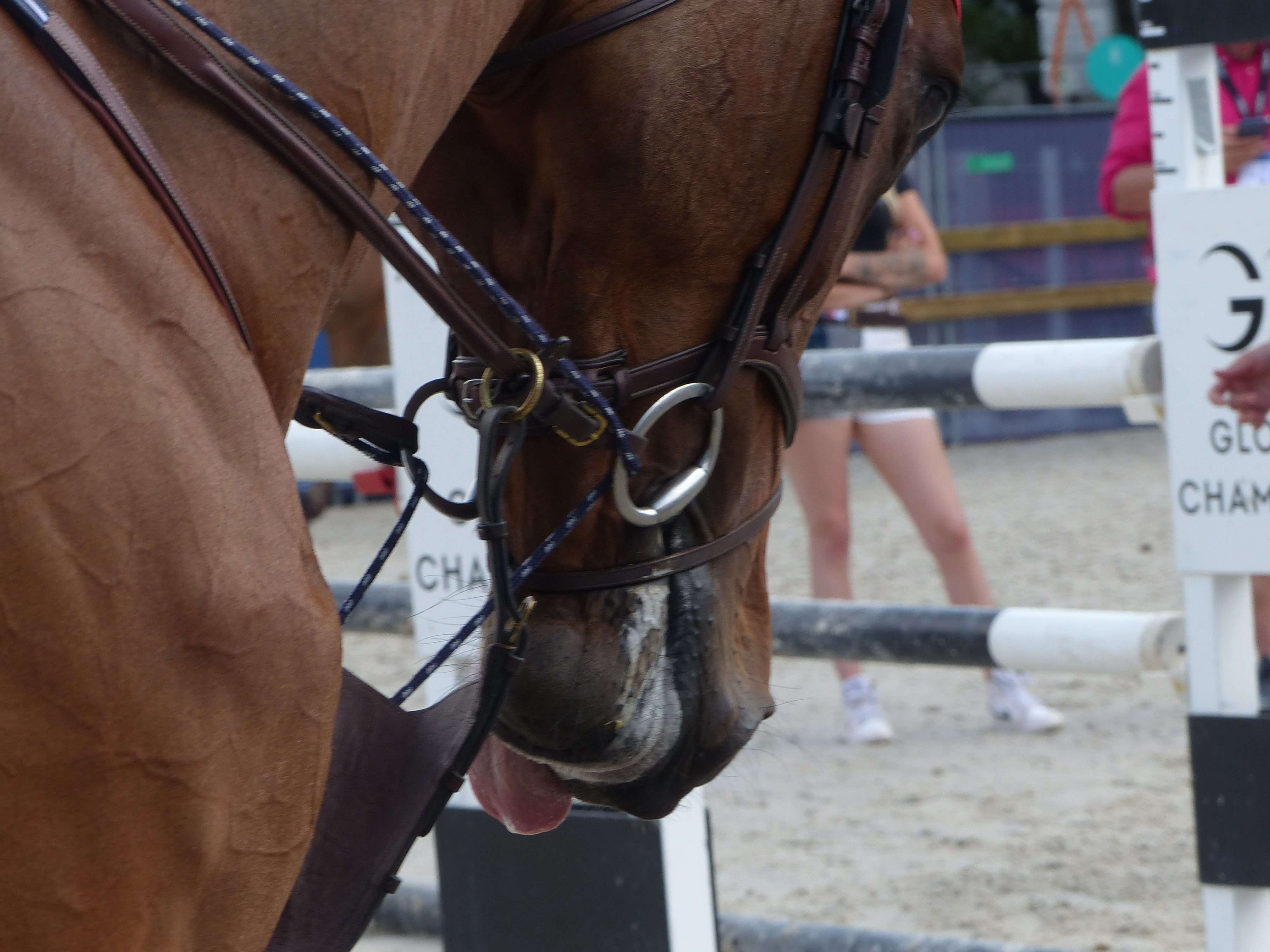
Rollkur d'une jument par rênes allemandes coulissantes.

Le mot « rollkur » provient de la terminologie allemande, il est employé pour la première fois par le Pr Heinz Meyer dans un article du magazine St. Georg analysant les nouvelles méthodes d'entraînement au dressage, en 1992. Il s'agit à l'origine d'un jeu de mots, par analogie avec le nom d'un médicament traitant certains troubles gastro-intestinaux (le patient doit se rouler dans différentes positions pour que le médicament fonctionne tout au long de la paroi de l'estomac). Le mot « rollkur » est repris par des magazines néerlandais et anglais.
« Rollkur » étant difficile à comprendre pour le grand public, la terminologie officielle française proposée par la Fédération équestre internationale (FEI) en 2006 est « hyperflexion de l'encolure ». Cependant, « rollkur » est toujours beaucoup employé, tout comme l'équivalent anglais du mot « hyperflexion », « overbending ». L'acronyme « ldr », pour « low, deep and round », a été créé par Sjef Janssen, l'entraîneur de la cavalière néerlandaise Anky van Grunsven. Selon la définition officielle de la FEI, le « ldr » est une forme adoucie du rollkur, une flexion demandée sans force pendant moins de dix minutes. Cette distinction n'est cependant pas reconnue de tous. Le colonel Christian Carde, écuyer du Cadre noir, assimile très clairement rollkur et « ldr ». De même, les vétérinaires Uta König von Borstel et Paul McGreevy, sans employer les mots de rollkur ou de « ldr », s'expriment dans un éditorial du Veterinary Journal en définissant toute position imposée au chanfrein d'un cheval sous la verticale comme un acte de maltraitance. Lorsque le chanfrein du cheval est sous la verticale, ce dernier est dit « encapuchonné ».

## Définition

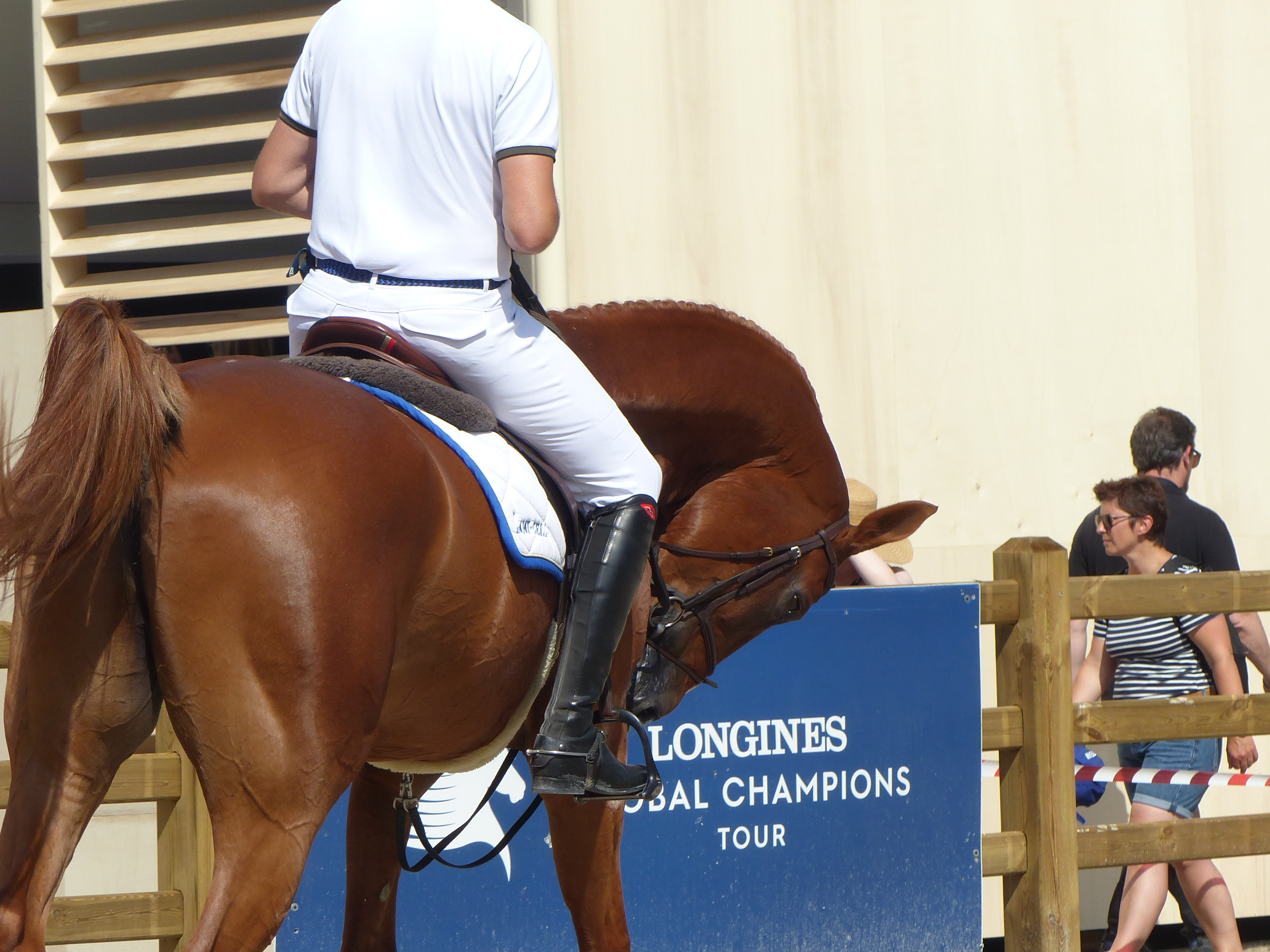
Rollkur sur un concours de saut d'obstacles.

Dans l'ouvrage de référence Equitation science, Paul D. McGreevy et Andrew N. McLean définissent le « deep and round » ou « rollkur » comme étant « une tendance moderne à entraîner le cheval à placer sa tête basse, avec l'encolure fléchie au maximum ». Le colonel Christian Carde définit pour sa part le rollkur comme « l'hyperflexion de l'encolure, celle-ci étant enroulée en force ». Il s'agit d'une flexion poussée à l'extrême, le nez du cheval pouvant toucher son poitrail. Le chanfrein du cheval est nettement sous la verticale pendant un rollkur, alors que la position d'un cheval de dressage rassemblé est en principe aussi proche que possible de la verticale. Le cheval peut adopter naturellement une telle position en liberté, mais pendant peu de temps et très rarement lors de changements d'allures. Il ne s'agit pas pour lui d'une position « naturelle ». Le rollkur est typique d'une volonté humaine d'obtenir cette position dans des conditions anormales pour le cheval,.
Le rollkur est demandé essentiellement en équitation de dressage, il y est communément répandu jusqu'au niveau olympique. Le rollkur est aussi employé pour l'entraînement en saut d'obstacles, en équitation western,, voire en attelage. Cependant, la controverse n'atteint pas le saut d'obstacles, où l'obtention d'une position de rollkur à l'aide d'enrênements est toujours autorisée.
Le mouvement peut être demandé aux trois allures. Il y a d'importantes différences de sévérité dans le moyen de l'obtenir et le temps durant lequel il est maintenu. Le cheval peut être contraint au rollkur par un enrênement serré, en particulier par des rênes allemandes. Certains cavaliers fixent leurs mains voire tirent sur leurs rênes jusqu'à ce que le cheval cède sa mâchoire vers l'arrière en réponse à la pression exercée sur le mors et la muserolle, ce qui correspond à une obtention de la cession de mâchoire « en force ». Le rollkur est controversé, tant en matière de bien-être animal qu'en ce qui concerne sa place au sein de l'équitation de dressage, certains le considérant comme un « faux rassembler ». Bien que les effets du rollkur soient désormais largement documentés, les publications scientifiques ont manqué pendant de nombreuses années et n'ont que très peu d'influence sur la pratique. Le rollkur est symptomatique des conflits qui agitent le milieu du dressage, particulièrement de celui qui oppose les partisans d'une équitation classique à ceux d'une équitation de compétition plus moderne,. De nombreux cavaliers et certains scientifiques le condamnent, mais d'autres estiment que condamner le rollkur revient à interdire toute demande d'une flexion de la nuque chez le cheval.

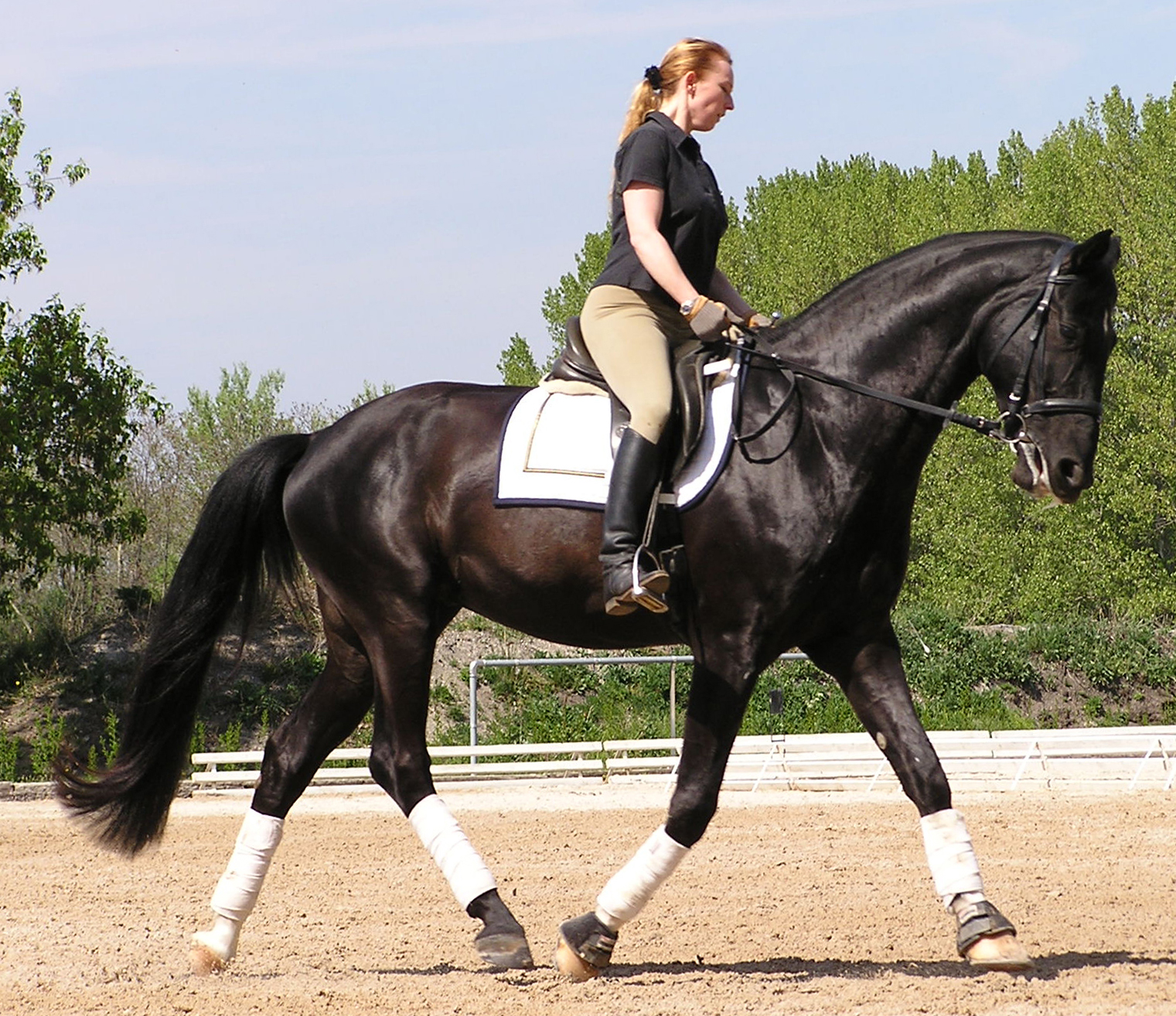
Position verticale du chanfrein d'un cheval de dressage. La nuque est le point le plus haut.
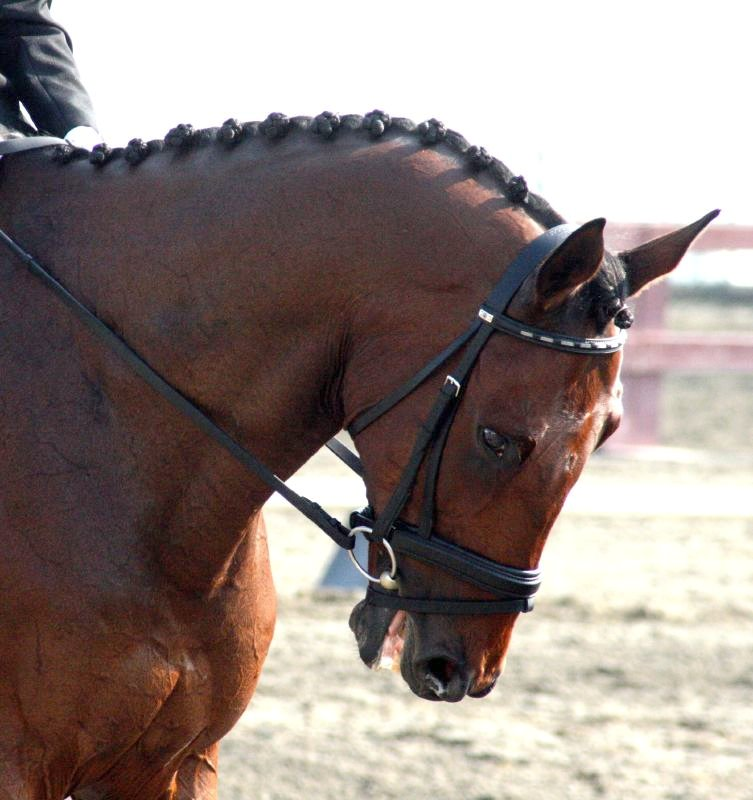
Position encapuchonnée, sous la verticale. La troisième vertèbre cervicale est le point le plus haut.

### Intérêts du rollkur
De très nombreuses études sont consacrées au rollkur. D'après une recension de la littérature effectuée en 2015, 26 % des publications de recherche indiquent un effet positif pour le cheval du point de vue sportif, 23 % concluant à un effet négatif. Les 46 % restants signalent des effets insignifiants ou contradictoires. L’entraînement en rollkur est réputé pour augmenter « l'expressivité » du cheval de dressage. Il rendrait l'animal plus souple et mieux rassemblé, favorisant l'engagement des membres postérieurs, ainsi que leur activité et leur puissance. Une étude conclut que les chevaux sont plus attentifs aux ordres de leur cavalier et plus mobiles s'ils sont montés en position de rollkur, leur flexibilité et leur engagement augmentent. La chercheuse Christine Aurich estime que la position derrière la verticale (dite « ldr ») a des effets bénéfiques en termes de gymnastique pour le cheval. Les défenseurs du rollkur font également valoir que le jeune cheval adopte naturellement cette position pour porter plus facilement son cavalier, ce qui lui permettrait de renforcer la musculature de son dos.

### Problèmes posés par le rollkur

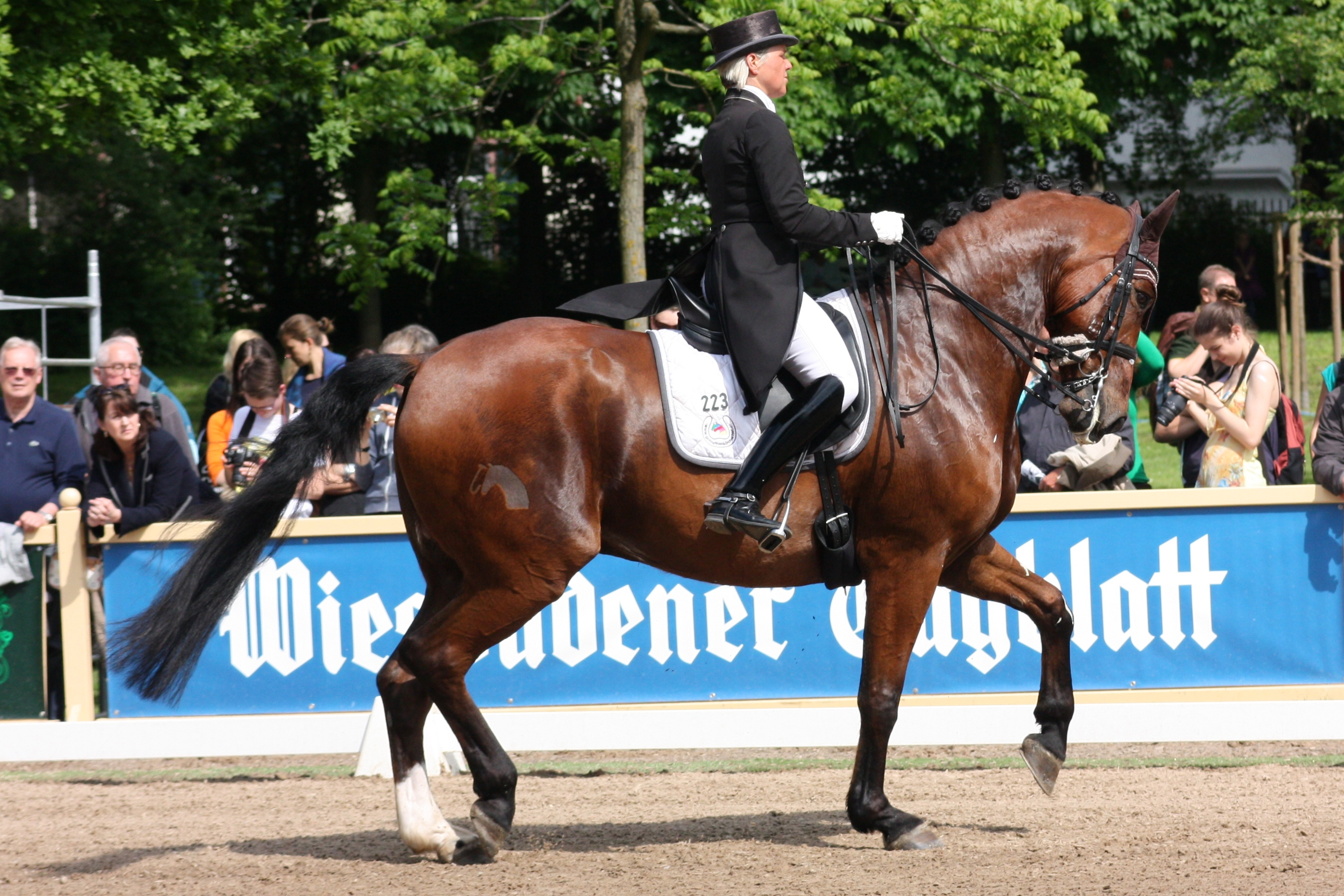
Cavalier de dressage allemand montant son cheval sous la verticale : les plis à la jonction tête-encolure sont bien visibles.

L'analyse du Dr Uta König von Borstel conclut plutôt que les jeunes chevaux se placent en rollkur (avec leur chanfrein sous la verticale) sous la contrainte, pour échapper à la pression de leur mors et de leur muserolle,. Le chercheur suédois Lars Roepstorff dément l’intérêt d'un rollkur obtenu de force avec des rênes allemandes dans l'apprentissage du rassembler, le poids du cheval étant transféré sur la partie antérieure de son corps alors qu'il devrait l'être sur les hanches pendant un véritable rassembler. Plusieurs vétérinaires estiment que les chevaux soumis de manière chronique au rollkur développent des problèmes de santé. Gerhard Heuschmann explique grâce à ses analyses et ses études dans son ouvrage Dressage moderne, un jeu de massacre ?, que l'obtention forcée du rollkur entraîne de sérieuses lésions du ligament de la nuque et des premières vertèbres cervicales, ainsi qu'une dégradation du mécanisme de locomotion dans son ensemble, l'encolure du cheval communiquant avec les autres parties de son corps. Combiné à la « compression » du cheval de dressage, le rollkur est soupçonné d'entraîner une dissymétrie des bipèdes diagonaux au trot et au galop. Le chef des services vétérinaires de la FEI Leo Jeffcott a identifié pendant la réunion du printemps 2006 les problèmes auxquels peut être confronté un cheval forcé en position de rollkur :
- Compression des tissus mous du pharynx et du larynx, qui peut affecter la respiration. Une étude du vétérinaire Ulf-Michael Stumpe par endoscopie a donné des résultats « alarmants ». Certains vaisseaux sanguins fins du niveau de la gorge éclatent sous la pression[PA 4]. La respiration et la circulation sanguine du cheval sont affectés dans toutes les positions de la tête et de l'encolure qui s'éloignent de sa position naturelle, mais celle du rollkur est la plus invalidante[S 16]. La respiration des chevaux en rollkur devient bruyante[PF 4] ;
- Limitation du champ visuel. Pour continuer à voir devant lui, le cheval tire ses yeux vers l'avant, ce qui provoque des douleurs[PF 4]. Cette restriction de la vue pourrait être la principale source de stress en rollkur, poussant les chevaux à remuer la tête pour y échapper[S 17] ;
- Vertèbres tendues à long terme ;
- Utilisation d'une muserolle serrée pour renforcer l'effet, et empêcher le cheval d'ouvrir la bouche pour échapper à la pression du mors sur sa dentition. Afin de l'éviter, la muserolle suédoise est particulièrement appropriée[8] ;
- Dommages aux tissus nerveux de la colonne vertébrale supérieure ;
- Dégénérescence du disque intervertébral dans les vertèbres cervicales. Comme chez l'être humain, une extension de l'encolure en rétrécit la taille, tandis qu'une flexion l'augmente[S 18] ;
- Inflammations dans l'encolure et les ganaches. Gabriele Pochhammer (St. Georg) note que certains chevaux en rollkur peuvent présenter des bosses à la base de l'encolure et des bourrelets à la jointure tête-encolure, au niveau des ganaches[PA 5].

À force de subir la traction des rênes pour lui placer le chanfrein sous la verticale et la bouche près du poitrail, le cheval dressé en rollkur en vient à adopter cette position même si son cavalier ne le souhaite pas, par impuissance apprise,.

### Question du bien-être animal

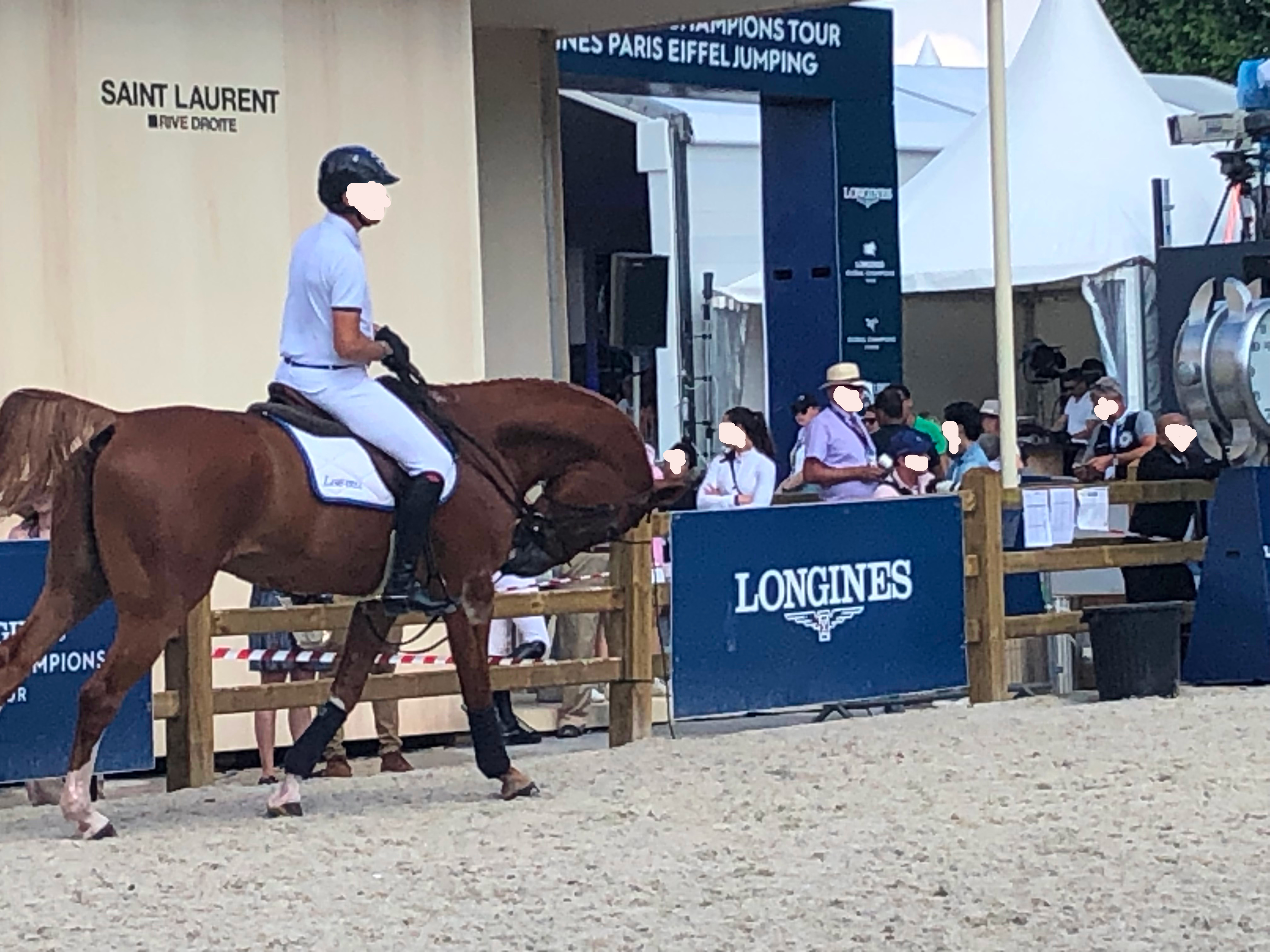
Rollkur obtenu avec des rênes allemandes attachées à la sangle, pendant la détente d'un concours de saut d'obstacles.

Toute la difficulté est de savoir si l'obtention (forcée ou non) de l'attitude du rollkur sous l'action d'un cavalier peut causer des douleurs et des blessures au cheval. Cet animal a la particularité de présenter très peu de signes extérieurs de réaction à la douleur, ce qui la rend d'autant plus difficile à détecter. L'estimation du temps pendant lequel le rollkur peut être demandé ou exigé est très variable. Les plus basses l'évaluent à 20 ou 30 secondes. Les estimations les plus hautes, entre autres celles de vétérinaires néerlandais, sont de 20 voire de 30 minutes. Les positions concernant la nocivité du rollkur pour les chevaux sont elles aussi contrastées. Radiographies à l'appui, le Dr vétérinaire Gerhard Heuschman estime qu'il endommage les vertèbres cervicales. Le Dr Emile Weller a cependant présenté en 2006 les radiographies de deux chevaux de niveau olympique, Bonfire et Salinero, dressés en rollkur et présentant selon lui « une structure presque parfaite dans la région de l'encolure ». Le Pr René van Weeren estime lui aussi qu'un cavalier de bon niveau ne peut pas « ruiner » un cheval avec le rollkur, car plusieurs montures formées de cette manière ont gagné des médailles, parfois pendant trois Jeux olympiques consécutifs, en témoignant d'une bonne longévité sportive.
D'après l'analyse de C. Wayne McIlwraith et de Bernard E. Rollin dans leur ouvrage Equine Welfare, les maltraitances sont plus fréquentes aux petits niveaux du dressage, en raison de l'incompétence des cavaliers et des entraîneurs. Au plus haut niveau, elles proviennent surtout d'une mauvaise évaluation des capacités physiques et mentales du cheval. Ainsi, Carlos Henriques Pereira n'y voit aucun problème tant que le rollkur est demandé modérément, avec une cession de mâchoire préalable. Les analyses scientifiques se sont révélées elles aussi contradictoires. Une étude allemande réalisée en 2003 et deux études néerlandaises réalisées en 2006 n'ont pas détecté de problème imputable au rollkur, tandis que plusieurs autres réalisées de 2008 à 2014 l'assimilent à de la maltraitance animale,. Un test du labyrinthe a démontré que les chevaux préfèrent éviter le rollkur,. Cette difficulté d'évaluation semble imputable aux différentes façons de pratiquer le rollkur, certaines étant plus douloureuses que d'autres, en particulier si le cavalier obtient une flexion par la force. Le Pr René van Weeren en conclut qu'aucune de ces études ne prouve d'effets négatifs au rollkur en matière d'anatomie, de physiologie et de bien-être du cheval, sauf lorsqu'il est obtenu de manière coercitive,.
Fin 2015, Uta Koenig von Borstel recense toutes les publications de recherche consacrées au sujet. 88 % d'entre elles concluent que le rollkur est préjudiciable au bien-être du cheval. Une seule (soit 1,8 %) conclut que le rollkur apporte un effet positif au cheval, avec une réduction du stress après la fin de la séance.

### Législation
Le rollkur est officiellement interdit par la Suisse (en compétition et à l'entraînement), et par la Fédération équestre internationale s'il est obtenu « en force ». Seule la position dite « ldr » (pour low, deep and round) est autorisée pendant la détente des compétitions internationales de la FEI, si elle est demandée moins de dix minutes et « sans usage de la force ». Toute position maintenue trop longtemps chez le cheval, qu'elle soit haute ou basse, est interdite si elle est obtenue avec une main fixe. Le « long, deep and round » et le « low, deep and round » sont par ailleurs cités dans les consignes aux juges de dressage de la FEI comme une technique d'étirement acceptable pour les chevaux, à alterner avec des positions extrêmes (trop fléchi, trop haut...) qui ne peuvent être maintenues plus de dix minutes.

## Histoire

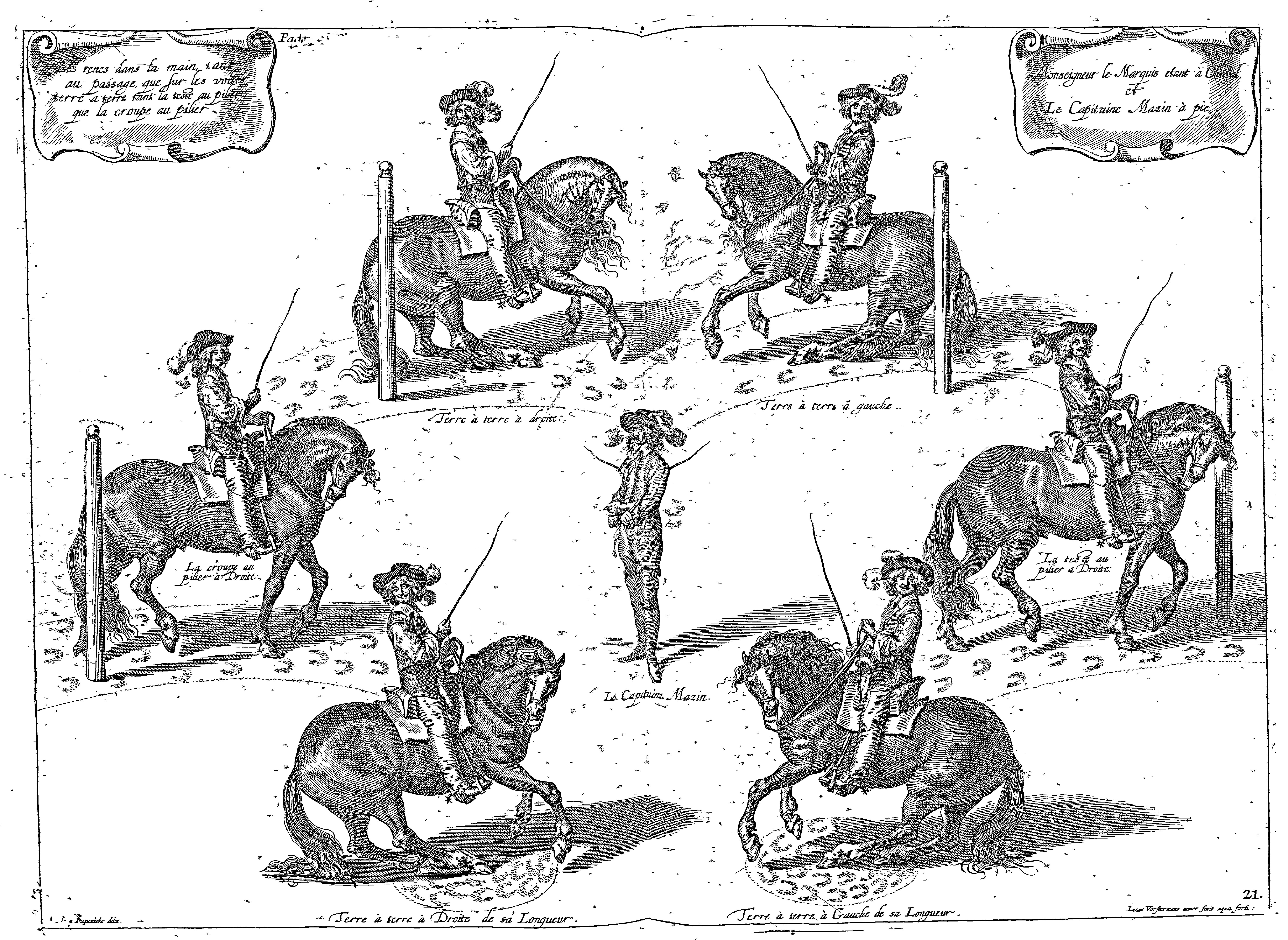
Chevaux de dressage classique à l'encolure courbée, 1737.

### Origines
Les flexions de l'encolure ne sont pas nouvelles. Le cheval dispose d'une large palette de positions de l'encolure et certaines iconographies antiques montrent déjà un équivalent de l'hyperflexion. En matière d'équitation classique, les Grands Écuyers de la période baroque comme François Robichon de La Guérinière en maîtrisent le principe,. Carlos Henriques Pereira assimile le rollkur au « ramener outré » enseigné au XIXe siècle par l'écuyer François Baucher. Il propose un étirement ponctuel de l'encolure jusqu'à ramener le menton au niveau du poitrail, de manière à augmenter la mobilité du cheval sous la conduite d'un écuyer confirmé. Selon Christian Carde, cette technique ne peut être comparée avec le rollkur, qui est obtenu par la force. Le Dressage méthodique du cheval de selle précise que « ce travail ne doit jamais être entrepris que lorsqu'on obtient facilement l'élévation maximum et soutenue de l'encolure au pas, au trot et au galop, avec la légèreté, la mâchoire cédant d'abord sans mouvement de tête ». Étienne Beudant, l'un des élèves de Baucher, conseille lui aussi de n'utiliser aucune force.

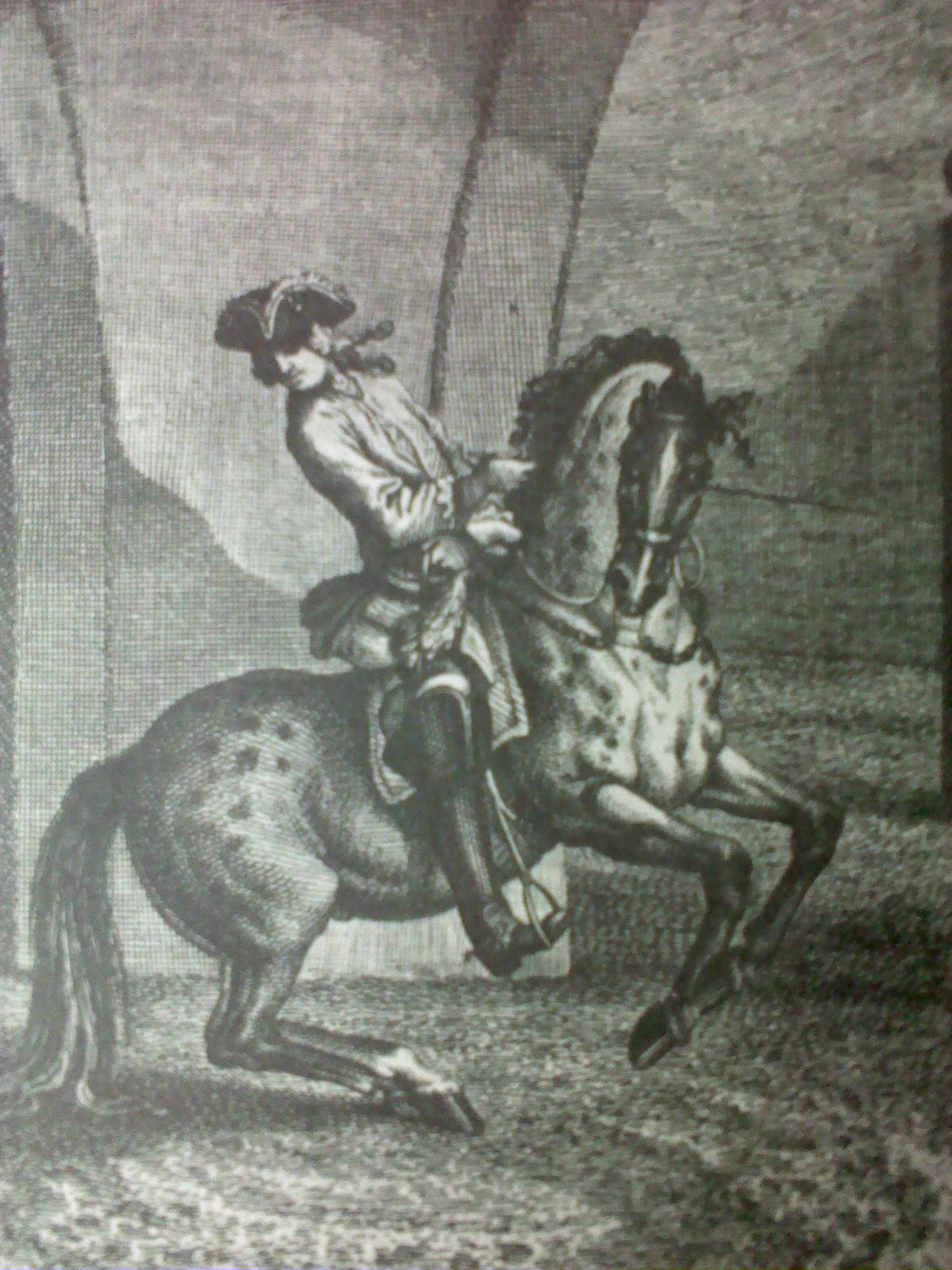
Gravure de Johann Elias Ridinger représentant une pirouette en dressage classique, proche d'une position de rollkur.
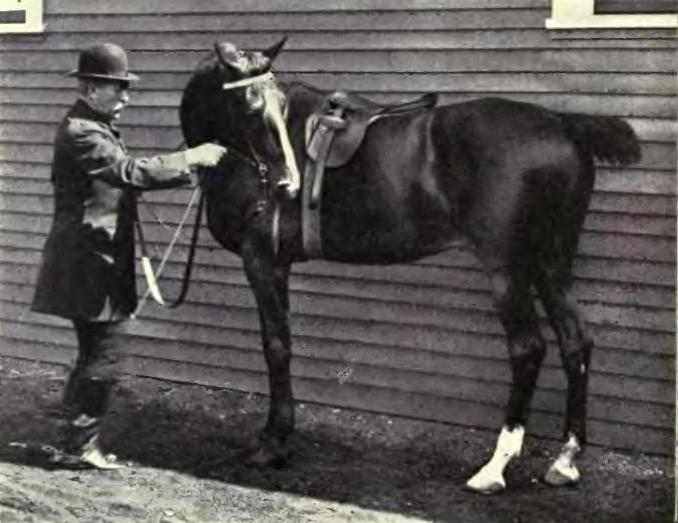
Flexion de l'encolure d'un cheval, en 1922

Bien qu'il n'ait jamais employé le mot « rollkur », l'hippologue allemand Gustav Rau anticipe dès 1921 cette orientation prise dans les compétitions de dressage :

« Les gens placent le cheval dans la position dans laquelle ils croient pouvoir le maîtriser, la plus sûre et la plus facile, élaborant ensuite des systèmes qui créent de la souffrance. [...] Tout autour de moi, j'ai vu la souffrance des chevaux qui ont été sacrifiés par des cavaliers non qualifiés. [...] La plupart ne sentent pas ce qui est juste et ce qui est mal. [...] Beaucoup de chevaux ont l'encolure tirée vers le bas, la tête ramenée sur la poitrine. [...] Cette violence empêche un usage raisonnable de leur structure et de leurs membres. »

— Gustav Rau, Altgold. Die Geschichte eines Kriegspferdes

### Apparition et généralisation

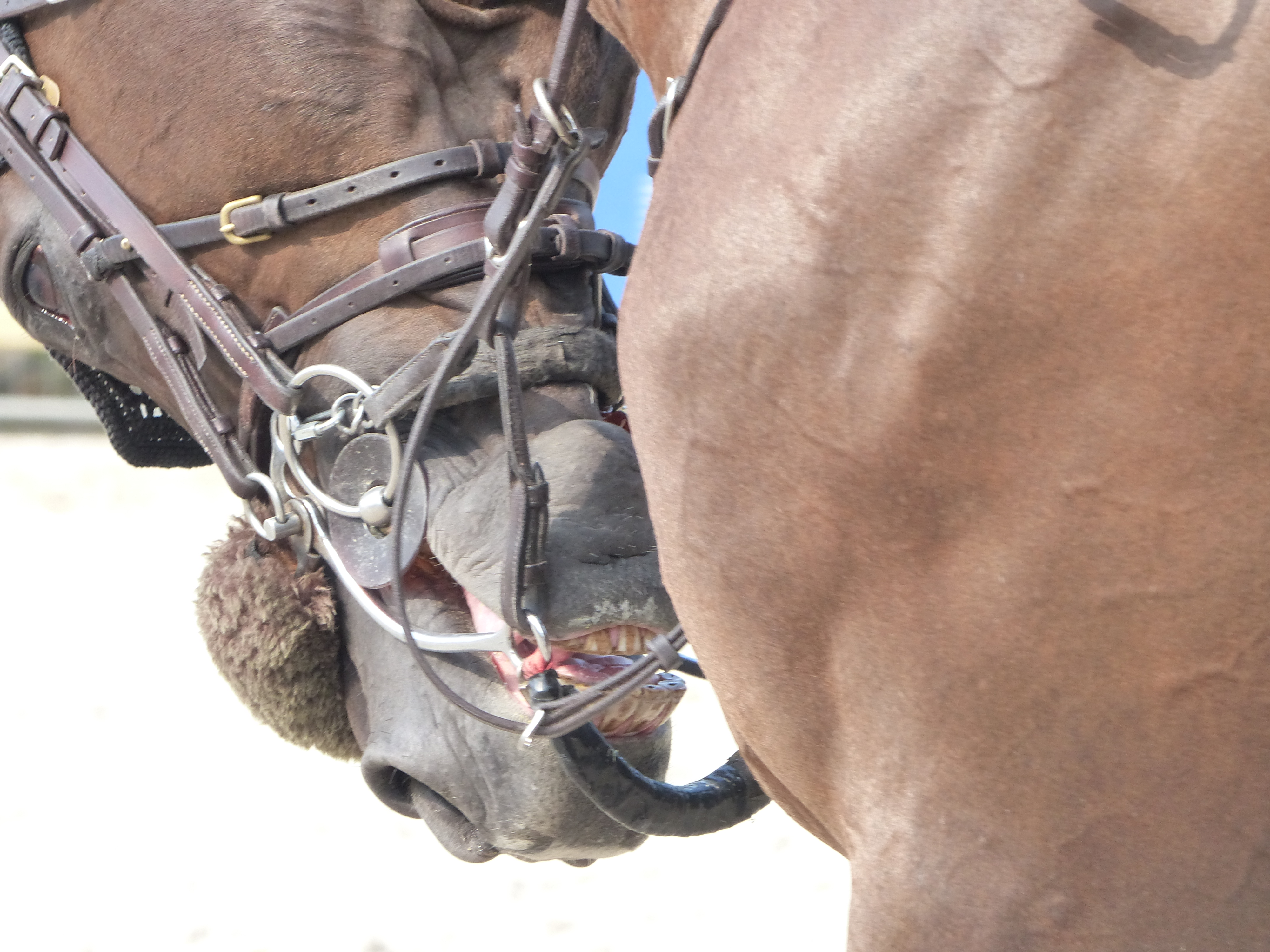
Rollkur en détente d'un concours de saut d'obstacles.

Le rollkur est apparu à la fin des années 1960 ou au début des années 1970 dans la discipline du saut d'obstacles, à l'instigation des frères Alwin et Paul Schockemöhle. La cavalière de dressage Nicole Uphoff est connue pour avoir fait appel à cette technique sur son cheval Rembrandt, notamment pendant les années 1988 à 1995. Le rollkur se répand rapidement chez les cavaliers professionnels pour la préparation des chevaux de dressage à la compétition, car il permet d'obtenir d'excellents résultats. De nombreux cavaliers internationaux l'adoptent. La technique est popularisée par Sjef Janssen, l'entraîneur de la cavalière néerlandaise Anky van Grunsven. De même, des cavaliers plus amateurs la reprennent, pour calquer l'élite mondiale du dressage. Le rollkur influence significativement la discipline du dressage et se révèle particulièrement employé aux Pays-Bas. La technique est baptisée rollkur par le Pr Heinz Meyer en 1992.
Une étude menée sur les compétitions de dressage entre 1992 et 2008 montre une corrélation entre la généralisation du rollkur pour l'entraînement des chevaux, l'obtention de notes plus élevées de la part des juges de dressage, et le passage du chanfrein des chevaux sous la verticale pendant ces mêmes compétitions,, avec un enroulement de l'encolure. La recherche d'une flexion puis d'une « hyperflexion » de l'encolure est devenue en quelque sorte une « obsession équestre moderne ».

### Controverse

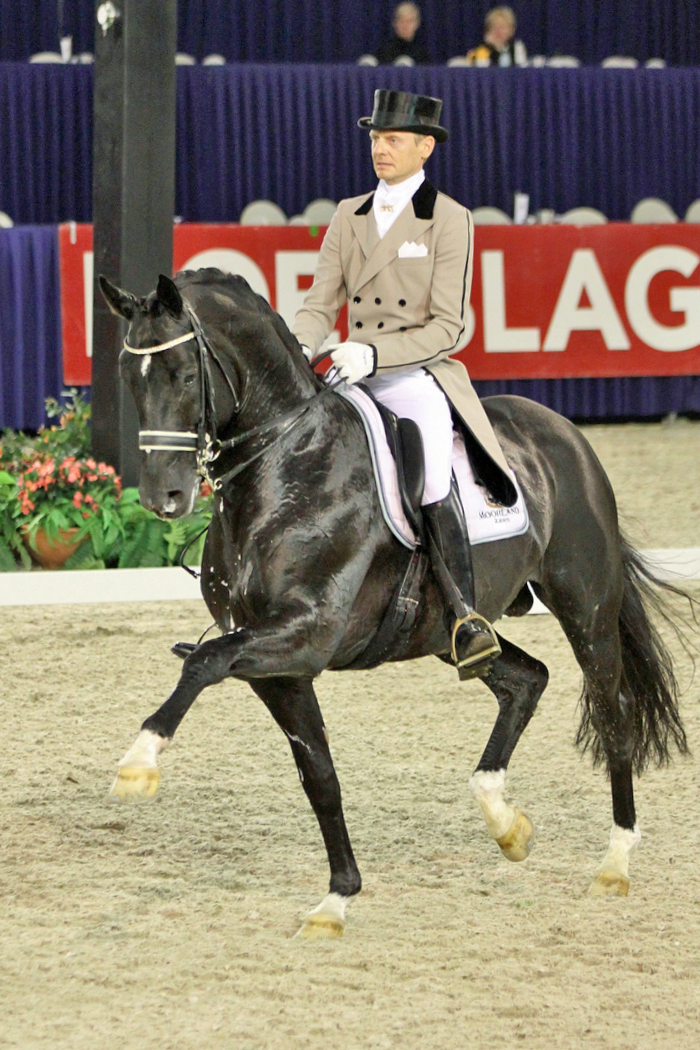
Totilas, monté par Edward Gal, est l'un des plus célèbres chevaux entraînés en rollkur.

D'après Christian Carde, la controverse autour du rollkur remonte à l'année 2004, la Fédération équestre internationale (FEI) citant son existence dès janvier 2005, lorsqu'elle annonce l'organisation future d'une réunion pour la résoudre. Elle se révèle particulièrement violente (parfois jusqu'au fanatisme), suscitant des débats vifs et passionnés parmi la communauté équestre, émaillés de nombreuses accusations de maltraitance. Le scientifique néerlandais René van Weeren regrette « les messages de haine et d'intolérance de la minorité militante, qui attaque personnellement des cavaliers, des entraîneurs et des commanditaires d'événements équestres [...] Mais les arguments des militants sont basés uniquement
sur l'émotion, pas sur les faits ». Ce débat a contribué à donner une image négative du dressage au grand public, à travers la révélation du traitement réservé aux chevaux.

#### Naissance de la controverse (2005-2006)
Un texte de Gabriele Pochhammer, rédactrice en chef du magazine équestre allemand St. Georg, nourrit la controverse à partir de 2005. Comparant le rollkur à un « quasi-viol », elle critique vivement cette méthode d'entraînement des cavaliers néerlandais, attirant une attention internationale juste avant le Championnat d'Europe de dressage, où la concurrence est forte entre l'Allemagne et les Pays-Bas. La Deutschen Reiterlichen Vereinigung (fédération équestre allemande, FN) se joint à cette dénonciation le 31 juillet 2005, condamnant le rollkur comme étant une « hérésie ». D'autres articles de presse se font l'écho de cette controverse, notamment dans Der Spiegel. Ils dénoncent l'entraîneur national néerlandais Sjef Janssen, qui s'occupe entre autres d'Anky van Grunsven et d'Edward Gal. Le rollkur y est décrit comme une attitude maintenue sur de longues périodes alors que l'encolure du cheval est nettement courbée vers le bas et que les naseaux touchent presque la poitrine, ce qui oblige l'animal à la soumission totale,. Pour régler le conflit, la Fédération équestre internationale réagit.
Le 31 janvier 2006, la FEI réunit 60 professionnels du cheval au sujet du rollkur, et en conclut que cette technique n'est pas génératrice de souffrance tant qu'elle est demandée correctement, par un cavalier de bon niveau. Cependant, au printemps 2006, le chef des services vétérinaires de la FEI Leo Jeffcott demande une analyse plus poussée des lésions risquées par un cheval dans les différentes positions de rollkur. Deux études sont réalisées au cours de l'année 2006 aux Pays-Bas. Le chercheur Eric van Breda étudie l'entraînement des chevaux de compétition en rollkur par l'habituation à cette attitude. Pour lui, le rollkur ne provoque pas de stress et ne constitue donc pas une maltraitance. L'étude de Oldruitenborgh-Oosterbaan et de son équipe compare des chevaux en rollkur avec d'autres chevaux dans une position naturelle. Elle arrive à la conclusion que le rythme cardiaque du cheval mis en rollkur n'augmente que légèrement, tandis que d'autres valeurs mesurables ne montrent aucune anomalie.

#### Affaires de maltraitance (2007-2012)
La controverse est relancée en 2007 par des soupçons de maltraitance sur les animaux dressés avec cette méthode. Un poney de l'équipe de dressage néerlandaise est longé en rollkur pendant 15 minutes sur un paddock des championnats d’Europe Poneys à Freudenberg. En avril 2008, la Fédération équestre internationale s'oppose pour la première fois officiellement au rollkur, un membre du bureau vétérinaire déclarant qu'« il y a de sérieuses préoccupations concernant le bien-être du cheval, lorsque cette technique n'est pas appliquée correctement ». Le succès de Totilas, étalon néerlandais titulaire de records du monde en dressage, contribue également à faire connaître le rollkur. Le second propriétaire de Totilas, l'allemand Paul Schockemöhle, est accusé de maltraitance par plusieurs associations de défense animale en 2012.
La controverse est amplifiée par la circulation de vidéos enregistrées pendant les préparations d'épreuves de dressage. Le cavalier suédois Patrik Kittel prépare son cheval en rollkur et au galop lors des échauffements d'une compétition de dressage à Odense, en 2009. La période de temps est longue, supérieure même à celle qui est proposée par les défenseurs du rollkur. La langue de sa monture Watermill Scandic devient bleue et pend hors de sa bouche, battant contre sa mâchoire à chaque foulée,, vraisemblablement à cause de la pression du mors et de la muserolle. Une vidéo circule, entraînant un mouvement de protestation de la communauté cavalière. Kittel reçoit des menaces de mort,. En février 2012, la visite d'un haras sud-africain permet à un groupe de protection animale d'y découvrir des chevaux Hackney attachés de force en position de rollkur avec de fines cordelettes occasionnant des coupures. Cette pratique assimilée à de la « torture » permettrait ensuite d'obtenir des chevaux « plus fringants » à l'attelage, avec une forme d'encolure jugée « plus belle ». La même année, une autre étude de chercheurs danois et néerlandais conclut qu'après 10 minutes de rollkur forcé, les chevaux sont dans un état de stress accru,. En août 2014, une analyse sur les différentes positions de la tête des chevaux de dressage démontre que les chevaux montés sous la verticale (encapuchonnés) présentent beaucoup plus de signes de stress et d'inconfort (tels que des fouaillements de queue) que ceux qui sont montés au-dessus de la verticale ou à la verticale.

### Interdictions officielles
La décision prise par la FEI de diligenter une nouvelle enquête sur le rollkur en 2009 résulte de la controverse autour de Patrik Kittel. Une première réunion conclut à l'autorisation du rollkur. Les cavaliers pris en flagrant délit de maltraitance peuvent recevoir des cartons jaunes. Les pétitions se multiplient jusqu'à l'année suivante,, recueillant au total plus de 40 000 signatures. Une nouvelle enquête est lancée.
La FEI reconnaît depuis le 9 février 2010 une distinction entre le rollkur et l'obtention de la position dite ldr « sans usage de la force ». Elle a donc banni le rollkur en tant que position obtenue par l'usage de la « force agressive »,. La décision a été diversement reçue. L'opposant Gerhard Heuschmann a salué cette interdiction, y voyant un « grand pas en termes de bien-être animal ». Le Pr René van Weeren pense lui aussi que la FEI a pris la bonne décision d'un point de vue strictement scientifique : ne pas condamner la position du rollkur en tant que telle, mais la manière de l'obtenir. Le colonel Christian Carde juge au contraire cette décision absurde, rollkur et ldr étant de son point de vue la même chose. Avec trois ans de recul, la revue Cheval Savoir estime que cette décision de la FEI s'est révélée « molle ».
Les fédérations équestres nationales se doivent d'appliquer les réglementations de la FEI, cependant il existe certaines spécificités par pays. La fédération équestre allemande estime que l'hyperflexion est « clairement inacceptable ». Le 1er janvier 2014, la Suisse a interdit le rollkur en compétition et à l'entrainement, en tant que pratique visant à « obliger le cheval à maintenir son encolure en hyperflexion ».

### Depuis l'interdiction
Malgré l'interdiction officielle d'obtention par la force, aucune remontrance n'a été adressée aux entraîneurs et aux cavaliers de dressage connus pour pratiquer le rollkur. Différents observateurs notent qu'il continue d'être employé illégalement pour l'entraînement au dressage de haut niveau, y compris devant des juges internationaux. L'équipe du magazine allemand St. Georg filme et poste des vidéos tournées pendant les Jeux équestres mondiaux de 2010 à Lexington, montrant des concurrents qui échauffent leurs chevaux en rollkur pendant la détente. Les Jeux olympiques de Londres en 2012 sont menacés de boycott, en raison notamment de la participation de Kittel. D'après un article de The Examiner, Adelinde Cornelissen y échauffe son cheval en rollkur devant les juges et le public. Alors qu'elle aurait logiquement dû être disqualifiée, elle a remporté la médaille d'argent en individuel. Durant ces mêmes Jeux, des photos montrent Patrik Kittel sur son cheval avec le museau dans le poitrail. Cependant, les juges de dressage de la FEI font valoir que ces échauffements ont duré moins de dix minutes, et qu'ils étaient donc réglementaires.
En 2013, la controverse atteint le Danemark, avec la révélation d'échauffement de chevaux en rollkur pendant le championnat national de dressage danois. Les organisateurs du championnat d'Europe de dressage tenu en août 2013 au Danemark imposent des conditions drastiques d'accès à la presse, sans doute pour éviter que des images de rollkur ne soient filmées. Pendant les Jeux équestres mondiaux de 2014 en Normandie, l'aire d'échauffement des épreuves de dressage est rendue inaccessible pour la presse, mais une vidéo officielle permet à l'équipe de Cheval Savoir de constater que le cheval de Patrik Kittel a de nouveau la langue bleue.
Une nouvelle controverse éclate en juillet 2015, après la publication de photos du cavalier danois Andreas Helgstrand échauffant son cheval Tørveslettens Stamina avec le nez dans le poitrail. Ces photos partagées plus de 50 000 fois sur les réseaux sociaux ont attiré l'attention de la FEI. Helgstrand s'est défendu en affirmant que la position a été obtenue sans recours à la force.

## Opposition au rollkur

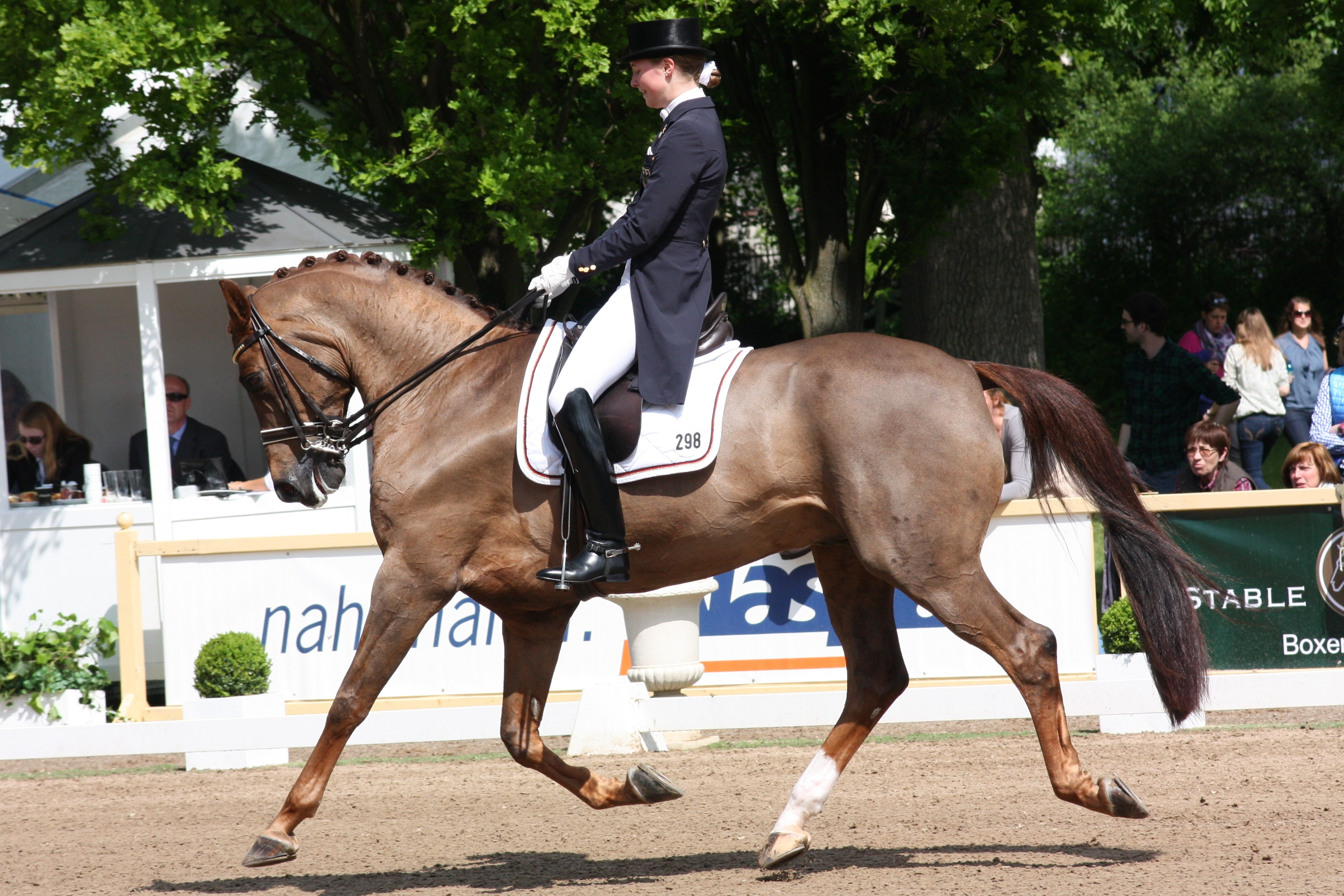
Cavalière allemande montant un cheval à l'encolure fléchie et au chanfrein sous la verticale, en 2013

L'opposition au rollkur est assez largement partagée dans le monde de l'équitation. Le Dr vétérinaire allemand Gerhard Heuschmann, l'un des premiers à s'y être opposé, est devenu un leader du mouvement anti-rollkur. Il a notamment réalisé un film sur le sujet. Un site internet, no-rollkur.com, a été mis en ligne depuis l'Allemagne pour fédérer 37 000 opposants et recueillir les signatures d'une pétition. Il y est estimé que la pratique, quel que soit le nom qu'elle porte (rollkur, ldr ou hyperflexion), est universellement inacceptable dans toutes les disciplines concernées. Klaus Balkenhol (vice-président de la société Xénophon et ancien cavalier de dressage), le major Paul Stecken (doyen de la cavalerie allemande et entraîneur de cavaliers olympiques) et Michael Due (vétérinaire à la Fédération équestre allemande) se sont prononcés contre. L'éminent entraîneur Walter Zettyl écrit que « malheureusement pour eux, ces pauvres chevaux sont incapables de crier leur douleur... nos Grands Maîtres se retourneraient dans leurs tombes s'ils pouvaient voir ce que notre beau sport du dressage est devenu ». Aux États-Unis, des t-shirts portant l'inscription « No Rollkur » sont en vente au moins depuis 2006.

### Opposition de la presse et des chercheurs
En plus du magazine allemand St. Georg, connu pour son enquête et son rôle dans le déclenchement de la controverse, la revue française Cheval Savoir s'est prononcée contre le rollkur depuis sa création, en 2009, laissant notamment la parole au colonel Christian Carde. La revue Cheval Magazine a publié plusieurs articles contre cette pratique, avant de changer de discours dans un article en novembre 2015, dans lequel Jean-Pierre Digard critique les nouveaux cavaliers qui « refusent de faire peser des contraintes sur le cheval, comme l'enfermement de l'encolure », ce qui « ne correspond pas aux valeurs que représente le dressage ». Sans que les chercheurs ne manifestent eux-mêmes d'opposition franche, ceux de l'Université de Guelph et de l'Université d'Uppsala qui ont travaillé sur ce sujet se prononcent contre le rollkur obtenu par la force, arguant que le cheval expérimente « un niveau très élevé d'inconfort dans cette position ». Le Dr Uta König von Borstel et le Pr Paul McGreevy ont signé une tribune dans un éditorial du Veterinary journal en décembre 2014, pour s'opposer à toute équitation qui imposerait aux chevaux une position du chanfrein sous la verticale. Ils demandent à la Fédération équestre internationale de modifier le règlement des compétitions de dressage pour en inverser la tendance actuelle, favorable à l'entraînement en rollkur.

### Non-conformité avec le règlement des compétitions de dressage
Le colonel Christian Carde, membre fondateur de l'association Allège-Ideal, s'oppose à l'utilisation du rollkur sur les terrains de concours comme à l'entraînement en soulignant qu'il est en opposition avec la réglementation de la discipline du dressage, définie en 1929. L'article 401 indique que le cheval doit présenter une « soumission au mors, sans tension ni résistance aucune, dans une décontraction totale et [...] accepter le mors dans un contact léger et moelleux », la nuque devant être « le point le plus haut de l’encolure ». De même, l'article 419 indique que la compétition de dressage a pour but de « préserver l’Art équestre des altérations qu’il pourrait subir, et le transmettre intact aux générations à venir ». Selon Paul Stecken, le rollkur est contraire aux principes d'harmonie homme-cheval que sous-tend toute compétition de dressage. L'autorisation du « ldr » comme technique d'échauffement (et de manière générale, toute position du chanfrein derrière la verticale) est également contraire à l'article 401,.